# Symphlebia ochrida
Symphlebia ochrida är en fjärilsart som beskrevs av William Schaus 1915. Symphlebia ochrida ingår i släktet Symphlebia och familjen björnspinnare. Inga underarter finns listade i Catalogue of Life.